# Примус до аборту Фен Цзяньмей
Примус до аборту Фен Цзяньмей — інцидент, що стався у повіті Чженьпін провінції Шеньсі Китайської Народної Республіки, коли місцевий відділ планування сім'ї примусив жінку до аборту.
2 червня 2012 року Фен Цзяньмей була примушена зробити аборт, коли вона була на сьомому місяці вагітності другою дитиною. Місцева влада вимагала, щоб Фен та її чоловік сплатили штраф у розмірі 40 000 юанів за порушення національної політики «Одна сім'я — одна дитина». Коли вони не змогли цього зробити, влада заарештувала Фен, змусили її підписати угоду на аборт і утримували її, вводячи їй абортивний засіб. За повідомленнями, Фен була травмована цим інцидентом і після цього у неї погіршилося здоров'я.
11 червня родина Фен опублікувала фотографії її мертвонародженої дитини. Ці знімки незабаром стали вірусним феноменом, викликавши суперечки у Китаї та привертаючи міжнародну увагу до проблеми примусових абортів. У відповідь на національну та міжнародну увагу уряд КНР розпочав розслідування.
26 червня слідство встановило, що Фен «не мала законного права на другу дитину», але її права були порушені місцевим бюро планування сім'ї, внаслідок чого двох чиновників було звільнено, а ще п'ять покарано.
27 червня Національна комісія з питань народонаселення та планування сім'ї оголосила, що направить інспекційні групи по всьому материковому Китаю для перевірки практики місцевих відділів планування сім'ї. Чоловік Фен, Ден Цзіюань, найняв адвоката, щоб добитися кримінального переслідування чиновників, але зрештою сім'я вирішила врегулювати справу у позасудовому порядку.
Цей інцидент призвів до посилення уваги до китайської політики «однієї дитини» як на національному, так і на міжнародному рівні. Випадок Фен згадувався у медіа, які критикують політику «однієї дитини», а також використовувався як приклад того, як Інтернет розширює можливості простих людей в умовах державної цензури. 5 липня Європейський парламент ухвалив резолюцію, яка засуджує як випадок Фен, так і примусові аборти загалом.
1 січня 2016 року, після кількох місяців обговорення, китайська політика «однієї дитини» була замінена політикою «двох дітей».

## Передісторія

### Закон про одну дитину
З 1979 року з метою контролю чисельності населення країни китайські подружні пари за законом не можуть мати більше однієї дитини, проте сім'ї, які проживають у сільській місцевості, а також сім'ї, що належать до етнічних меншин, часто можуть отримати виняток із закону та завести другу дитину без оплати штрафу. А якщо ні, то пари, які мають двох і більше дітей, зобов'язані виплатити штраф державі. За словами Хе Яфу, незалежного демографа, такі штрафи поширені і в останні роки стали основним джерелом прибутку для органів планування сім'ї. Він додає, що штрафи дозволяють багатим сім'ям мати додаткових дітей, тоді як бідні сім'ї змушені робити примусові аборти. Штрафи приносять уряду приблизно 20 мільярдів юанів на рік. За його оцінками, з 1980 року було зібрано понад 2 трильйони юанів (~314 мільярдів доларів США).
Закон КНР про народонаселення та планування сім'ї забороняє зазіхати на особисті права та власність людей з метою планування сім'ї. Більше того, закон 2001 року забороняє аборти після шостого місяця вагітності. Тим не менш, правозахисні групи та критики політики однієї дитини кажуть, що ці закони застосовуються непослідовно, а місцева влада у багатьох районах, як і раніше, проводить примусову стерилізацію та/або примусові аборти, іноді в третьому триместрі вагітності. У десяти китайських провінціях, включаючи Шеньсі, владі дозволено вживати «коригуючих заходів», щоб квоти на народження дітей не були перевищені. У восьми інших провінціях влада зобов'язана переривати несанкціоновані вагітності.
Такі активісти, як Чень Гуанчен, були ув'язнені китайським урядом за оприлюднення доказів примусових абортів. У 2005 році Чень подав колективний позов від імені жінок, примушених до стерилізації або абортів, і згодом провів сім років у в'язниці та під домашнім арештом, після чого у 2012 році емігрував до США.

### Фен Цзяньмей
У жовтні 2011 року Фен Цзяньмей, 22-річна мешканка невеликого села Юпін у селищі Цзенцзя провінції Шеньсі, завагітніла другою дитиною Вона вийшла заміж у 2006 році і народила дівчинку у 2007.
Прислухавшись до порад родичів, Фен та її чоловік Ден Цзіюань вважали, що їм дозволять завести другу дитину, оскільки між народженням дітей минуло п'ять років, і вони жили у сільській місцевості.
За словами чиновників округу Чженьпін, влада зв'язалася з Фен у березні 2012 року і сказала їй, що їй необхідно отримати документи, включаючи нову реєстрацію домогосподарства (так звану хукоу), щоб подати заяву на народження дитини.
Сім'я Фен заперечує це, стверджуючи, що чиновники повідомили їм про це за кілька днів до штучного переривання вагітності.

## Аборт
Приблизно 28 травня місцеві чиновники з відділу планування сім'ї зателефонували до Фен і спробували переконати її зробити аборт. Спроба не мала успіху, тому 30 травня вони відвідали будинок сім'ї, поки чоловік Фен був на роботі. Спочатку влада намагалася переконати її добровільно зробити аборт. Через кілька годин обговорень вона повідомила чиновникам, що сходить до магазину, щоб купити їжі, і залишила їх чекати її у вітальні. Натомість вона пішла до тітки, але близько 15 чиновників пішли за нею. Вони не одразу заарештовували Фен, а організували чергування для спостереження за нею в будинку тітки. Рано вранці наступного дня Фен втекла, викликавши паніку у охоронців. Вона зупинила фургон на дорозі і вмовила водія допомогти їй. Водій підвіз її, і наступні 14 години Фен ховалася в чагарнику на пагорбі, чекаючи прихід темряви у холодну і дощову погоду. Коли настала ніч, вона вирушила до будинку родича у сільській місцевості, де сховалася під ліжком. Співробітники офісу планування сім'ї знайшли її неушкодженою і, ймовірно, напали на неї. Після затримання вони дали їй виспатися, а 2 червня відвезли до лікарні. Декілька свідків повідомили, що четверо чоловіків винесли Фен з дому з наволочкою на голові.
Водночас, співробітники служби планування сім'ї спілкувалися з чоловіком Фен, Ден Цзіюанем.
1 червня вони зажадали, щоб Ден або змінив статус резидента своєї дружини наступного дня, або заплатив 100 000 юанів (15 700 доларів США) у фонд соціального забезпечення планування народжуваності. Змінити статус резидента за один день було неможливо, але Ден домовився про платіж до 30 000 юанів перед поверненням до округу Чженьпін (насправді він мав лише 18 000 юанів, які він зайняв на роботі, але він сподівався, що залишок буде покритий за рахунок боргових розписок). По дорозі назад Ден отримав текстове повідомлення з вимогою негайно внести плату, яка тепер становила 40 000 юанів, і «ні юанем менше». Інші члени родини також отримали такі текстові повідомлення.
У лікарні двоє чоловіків змусили Фен поставити відбиток великого пальця на бланку згоди та підписати документ, що дозволяє аборт. Після, її відвели в операційну та утримували двоє чоловіків, поки вводили отруту, щоб вбити плід. Пізніше Фен розповіла американській організації All Girls Allowed, яка виступає проти політики однієї дитини: «Я весь час відчувала, як дитина рухається всередині мене, але потім вона затихла».
На той час вона була на сьомому місяці вагітності, тому аборт, добровільний чи ні, був незаконним згідно з законодавством КНР. Нікому з членів сім'ї не було дозволено бути присутніми на процедурі. Після того, як дитина померла від гіпоксії, Фен зробили штучні пологи, і 4 червня вона народила мертвонароджену дівчинку. Фен пізніше розповіла All Girls Allowed: «Це було набагато болючіше, ніж мої перші пологи. Дитина була неживою, вона була вся фіолетово-синя». Труп поклали поруч з Фен на ліжко, щоб її сім'я позбавилася нього, коли вони приїдуть.
Фен була травмована цією процедурою і в пориві гніву розбила двері та шафу в кабінеті медсестри. Через тиждень Ден Цзіюань сказав газеті South China Morning Post: «Моя дружина нездорова. Вона сумна та засмучена. Іноді вона стає надмірно емоційною та розгубленою». За повідомленнями, протягом декількох тижнів після аборту у Фен сильно боліла голова, і вона кілька разів намагалася накласти на себе руки.
15 червня її дядько повідомив журналістам, що Фен погано почувається і не може їсти.
26 червня Фен все ще знаходилася в лікарні і страждала від головного болю. Вона сказала журналістам, що хоче повернутися додому, але персонал лікарні не дозволив їй піти.
29 червня її сім'я повідомила, що Фен випишуть наступного дня. Однак її стан погіршився, і вона змогла повернутися додому лише 10 липня.
Ден подав офіційну скаргу до офісу петицій округу Анькан. Заступник мера нібито сказав Дену, що вони проведуть розслідування, але коли нічого не сталося, Ден опублікував історію своєї сім'ї в Інтернеті. Пізніше Ден сказав CNN, що «зол і хоче справедливості». Тим часом влада селища підготувала заяву, в якій говорилося, що Фен була в здоровому глузді і пам'яті, коли підписувала форму згоди на аборт.

## Наслідки

### Історія набуває широкого розголосу
Невістка Фен та сестра Ден Цзіюаня, Ден Цзіцай, повернулася з провінції Хубей наступного дня після аборту і привезла з собою відеокамеру, щоб зняти Фен. Цзіцай вдалося лише зробити кілька знімків на свій мобільний телефон. 11 червня фотографія Фен, що лежить на лікарняному ліжку і «тупо дивиться в стелю» поруч із закривавленим трупом немовля, була опублікована на китайському сайті соціальних мереж Sina Weibo разом із зображенням текстового повідомлення з погрозами, відправленого владою. Зображення викликали обурення, і новина про цю подію швидко поширилася. З усього Китаю посипалися гнівні коментарі, в яких люди називали дії влади «звірством», «подібним до вбивства». Багато коментарів закликали до припинення політики однієї дитини або пов'язували цю справу з іншими спірними темами, такими як корупція місцевих чиновників або розрив між містом та селом. Багато повідомлень були швидко видалені урядовими цензорами. Тим не менш, до 13 червня на Sina Weibo було більше 40 000 коментарів до фотографій, а до 15 червня зображення Фен були одними з найбільш тих, що пересилаються. «Примусовий аборт на сьомому місяці вагітності» став найпопулярнішим пошуковим запитом на сайті, і на цю тему було зареєстровано понад мільйону коментарів користувачів. Обговорення також поширилося на інші соціальні мережі, включаючи NetEase, де теми з критикою уряду були швидко заблоковані, щоб запобігти подальшому обговоренню.
Чжан Кай, адвокат, відомий своїм представництвом інтересів знедолених, опублікував цю історію у своєму блозі. Лі Ченпен, китайський блогер, який на той момент мав понад п'ять мільйонів підписників, дізнався про цю історію і написав: «Метою планування сім'ї було контролювати населення, але тепер воно перетворилося на вбивство населення… Якщо цю злу політику не зупинити, в цій країні не буде людяності». Чжао Чу, письменник, засудив політику однієї дитини як «дію, орієнтована на прибуток, яку всі ненавидять», написавши: «Йдеться не про забезпечення дотримання політики, а про позбавлення когось права на життя». Лян Цзяньчжан, генеральний директор китайської багатонаціональної туристичної онлайн-компанії Ctrip, назвав випадок Фен «обурливим і жорстоким» та «неунікальним для Шеньсі», повідомивши, що «скасування абсурдної політики планування сім'ї є єдиним способом викорінити подібне зло».
Місцева газета Hua Shang Bao опублікувала статтю про Фен. 12 червня правозахисник Хуан Ці також розмістив статтю та зображення. Потім історію підхопили великі медіа з усього Китаю. На своєму особистому обліковому записі у Weibo головний редактор таблоїда Комуністичної партії Китаю Global Times Ху Сіцзінь написав: «Я рішуче виступаю проти варварського примусового аборту», заявивши, що «необхідно змінити систему планування сім'ї в країні». Однак він заявив, що в цілому політика однієї дитини — це добре, написавши, що «світові ресурси не можуть дозволити собі годувати Китай з мільярдами людей».
13 червня французьке інформаційне агентство Agence France-Presse повідомило, що зображення Фен та її мертвонароджену дитину «викликали бурхливу реакцію в Китаї». Того ж дня Al Jazeera також опублікувала статтю про Фен. Наступного дня BBC, CNN, The Age та інші великі медіа по всьому світу опублікували статті на цю тему.

### Реакція уряду КНР
Після того, як історія про аборт Фен Цзяньмей набула широкого розголосу в країні і за кордоном, чиновники повіту Чженьпін спростували звинувачення, заявивши, що аборт був законним і що Фен сама попросила про це. "Фен погодилася пройти через операцію з переривання вагітності 2 червня після неодноразового посередництва з боку міських чиновників", - йдеться на сайті повіту. Далі вони заявили, що вона не має місцевої реєстрації хукоу і що пара не має права на другу дитину. Пізніше ця заява була видалена, а пошук на ім'я Фен видав повідомлення «помилка». Через кілька днів місцевий чиновник із планування сім'ї Юань Фан заявив, що вимога в 40 000 юанів була «депозитом», який був би повернутий після того, як Фен оформить необхідні документи  .
Співробітник лікарні визнав, що Фен була там, що лікарня «реалізує» політику планування сім'ї та «надає послуги» в цій галузі, але заперечував, що примусовий аборт є частиною їхньої роботи. Він сказав, що не знає подробиць справи Фен, але заявив, що "вона, ймовірно, просто перебільшує інформацію в Інтернеті". Незабаром стало відомо, що за останні два роки селище Цзенцзя не змогло досягти квоти з примусового виконання політики однієї дитини, тому отримало попередження у вигляді «жовтої картки». Бажаючи зняти попередження, міська влада вирішила посилити заходи щодо примусового виконання у червні 2012 року.
Приблизно через десять днів після того, як стався примусовий аборт, Комісія з народонаселення та планування сім'ї провінції Шеньсі розпочала розслідування. 13 червня Юй Яньмей, заступник голови округу Анькан, відвідав сім'ю Ден. Через два дні комісія дійшла висновку, що Фен дійсно змусили зробити незаконний аборт, написавши: «Така практика серйозно порушила відповідну політику...завдала шкоди іміджу нашої роботи з планування сім'ї та викликала вкрай негативні наслідки у суспільстві». 14 червня трьох чиновників, включаючи главу місцевого відділу планування сім'ї, було усунуто від роботи. Співробітник Анкангського бюро планування сім'ї повідомив, що «низові товариші не дурні, але те, що вони змушені робити… Це проблема всієї системи».
Влада міста Анькан пообіцяла «вжити суворих юридичних та дисциплінарних заходів» після завершення розслідування. 14 червня місто попросило офіційних вибачень. «Оскільки незаконні дії деяких чиновників серйозно нашкодили Фен Цзяньмей та її сім'ї, ми хочемо принести глибокі вибачення їм і широкій громадськості», — йшлося у заяві. Того ж дня заступник мера Ду Шупін відвідав Фен у лікарні, щоб висловити «щирі вибачення». "Сподіваюся, ми зможемо заслужити ваше прощення", - повідомив він у заяві, опублікованій на веб-сторінці міста.
Уряд КНР також повідомив, що випустив брошуру, в якій наголошується, що аборти на пізніх термінах заборонені і що законні права вагітних жінок мають бути збережені.
26 червня було оголошено результати розслідування. Слідство дійшло висновку, що Фен не мала права заводити другу дитину через несільськогосподарський хукоу, і що їй було сказано виправити реєстрацію в березні. Однак права Фен були порушені чиновниками округу, і не було законної підстави для необхідної плати у 40 000 юанів. "Інцидент показав, що деякі чиновники на низовому рівні мають слабке уявлення про закон і не проявляють особливої турботи про добробут людей", - цитується у доповіді.
Глава бюро планування сім'ї міста Чженьпін Цзян Ненхай та ще один чиновник були звільнені. Ще п'ять співробітників уряду та лікарні покарали в тій чи іншій формі. Крім того, уряду повіту було наказано виплачувати Фен допомогу.

### Судовий процес

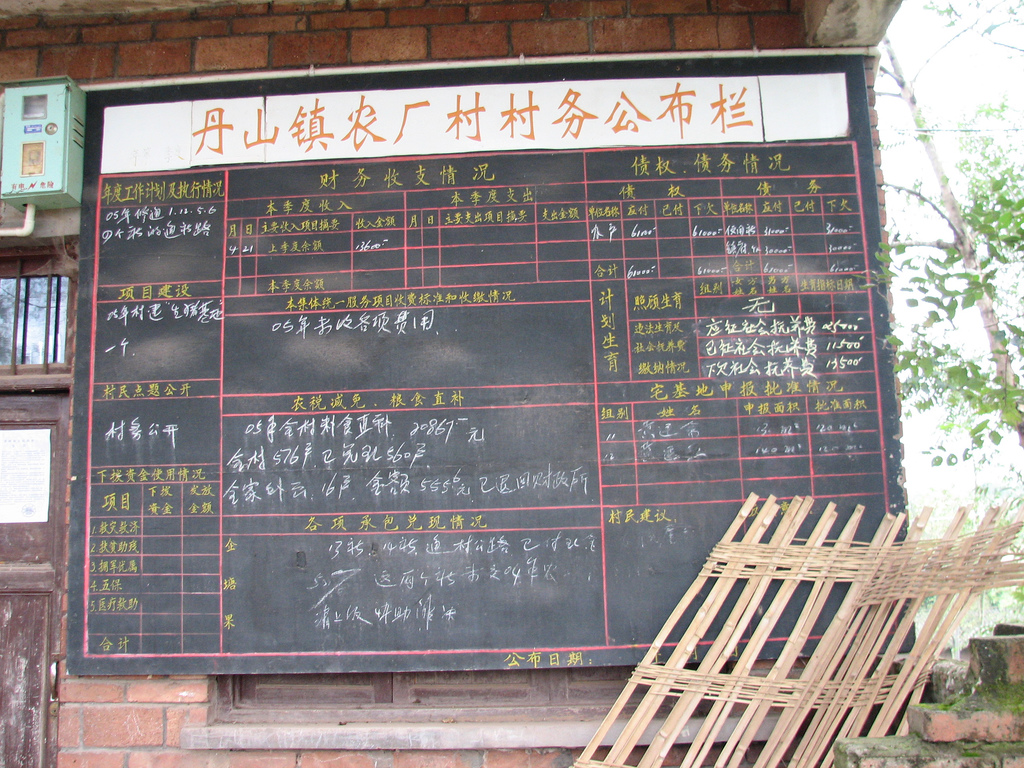
На громадській дошці оголошень у селі Нонгуанг провінції Сичуань ведеться облік жіночого населення міста, де перераховані недавні пологи за іменами та зазначено, що кілька тисяч юанів у вигляді штрафів за несанкціоновані пологи залишаються неоплаченими з минулого року.

Про дії уряду Ден Цзіцай сказала: «Звичайно, ми не задоволені результатом». Вона додала: «Все, що вони зробили, це покарали кількох лідерів, але нічого не зробили з людьми, які безпосередньо відповідають за те, що вони затягли мою невістку [Фен] на аборт. Вони не притягли до кримінальної відповідальності жодної людини». Цзіцай також зазначила, що не було згадано про людей, які згодом переслідували сім'ю, а також не було згадано про інцидент, коли напали на її брата та побили його.
Чжан Кай, адвокат із Пекіну, повідомив Ден Цзіюаню, що він розгляне можливість подання позову проти міської влади. «Примушувати жінку на сьомому місяці вагітності робити аборт — це серйозне порушення закону», — прокоментував він, — «Як мінімум, це має розглядатися як навмисне та зловмисне заподіяння шкоди». Чжан висловив сподівання, що ця справа змусить людей переосмислити політику Китаю щодо контролю чисельності населення. 29 червня він оголосив, що офіційно представляє інтереси сім'ї та звернеться за допомогою до інших адвокатів, щоб домогтися розгляду справи у кримінальному суді. Однак він визнав, що це зробити буде непросто.
«Китайські департаменти планування сім'ї стоять вище закону», — пояснив він, — «Навіть коли вони роблять щось незаконне, рідко хто притягує їх до відповідальності». У відповідь на погрози судового позову місцеві чиновники скасували заплановану зустріч для обговорення виплати допомоги, заявивши, що чекатимуть на повернення Цзіюань до селища Цзенцзя.
Суддя Се Сюе повідомив журналістам, що примусовий аборт не класифікуватиметься як вбивство чи викрадення, але може кваліфікуватися як злочин, пов'язаний із навмисним заподіянням шкоди здоров'ю. У випадках, коли після аборту виникли ускладнення, як у Фен, заподіяння шкоди здоров'ю може бути розцінено як тяжкий злочин, за який можливе покарання від трьох до десяти років позбавлення волі. Проте газета The Wall Street Journal заявила, що судовий захист є малоймовірним, зазначивши, що рішення Верховного народного суду КНР від 2008 року вказує, що судові розгляди не можуть бути засновані на конкретних положеннях конституції. Крім того, в законі про планування сім'ї немає положень про відшкодування збитків, які присуджуються жертвам зловживань з боку державних чиновників.
2 липня Чжан Кай подав офіційний запит до поліції Анкану з проханням порушити справу та провести розслідування щодо причетних до цього чиновників. Після цього Ден Цзіюань повернувся додому та вирішив провести переговори з місцевою владою.
10 липня сім'я погодилася на позасудове врегулювання суперечки за 70 600 юанів (~11 200 доларів США). Крім того, міська влада погодилася сплатити медичні рахунки Фен, якщо вона заразиться будь-яким захворюванням внаслідок аборту. «Я відмовився від судових апеляцій і погодився прийняти компенсацію, запропоновану міською владою», — прокоментував Ден, — «Ми просто хочемо повернути нормальне життя». Він додав: «Мова ніколи не йшла про гроші. Як прості люди, ми більше не можемо витримувати тиск з усіх боків». Чжан Кай додав, що сім'я відмовилася від порушення кримінальної справи через небажання місцевих правоохоронних органів співпрацювати, пояснивши, що «якщо прокурори не виконують своїх обов'язків [висувати звинувачення], це неможливо зробити самому». Один із чиновників повідомив Сіньхуа, офіційному державному інформаційному агентству Китаю, що уряд зобов'язався забезпечити фінансові потреби сім'ї, якщо вони зіткнуться з фінансовими труднощами в майбутньому, і що уряд також надасть медичну допомогу хворій матері Денов.
Чжан повідомив, що компенсація не може компенсувати душевний біль всього життя і зауважив, що 70 000 юанів не можуть компенсувати втрачене життя.
«Що стосується компенсації, слово „задоволені“ навіть не входить у рівняння», — зауважив Цзіюань, — «Але такий результат, тому ми просто маємо прийняти його».
Реакція в китайських соціальних мережах була неоднозначною, деякі зазначили, що уряд надто м'яко обійшовся з наслідками. Міжнародні активісти заявили, що врегулювання справи Фен — це лише початок боротьби за припинення політики однієї дитини, а Боб Фу з ChinaAid зауважив: «Суть у тому, що є сотні та тисячі [випадків, подібних] Фен Цзяньмей». Станом на 13 липня 2012 року сім'я не отримала обіцяну компенсацію, а Ден Цзіюань повідомив журналістам, що не впевнений, що вона взагалі буде виплачена.